# Giuseppe Tamburrano
Giuseppe Tamburrano (San Giovanni Rotondo, 10 agosto 1929 – Roma, 21 giugno 2017) è stato uno storico, giornalista e politico italiano.

## Biografia
Proveniente da una famiglia di idee socialiste (era il figlio del senatore socialista Luigi Tamburrano), fu consigliere parlamentare del Senato fino al 1973. È stato consigliere politico di Pietro Nenni durante i governi di centro-sinistra.
Dirigente del Partito Socialista Italiano, fu membro nel 1966 del Comitato centrale e nel 1981 della direzione nazionale, nonché responsabile culturale del PSI.
Ha insegnato "Storia dei partiti politici" all'Università degli studi di Catania.
Ha ricoperto la carica di Presidente della Fondazione Pietro Nenni dal 1985 fino a marzo del 2015.
Tamburrano ha collaborato con numerosi quotidiani, tra cui Il Messaggero, La Repubblica, Corriere della Sera, Avanti! e l'Unità ed è stato autore di numerosi saggi di storia e di politologia.
Nel 2016 ha pubblicato un saggio politico dal titolo "La sinistra italiana 1892-1992  nel quale viene raccontata la storia della Sinistra italiana e del socialismo.

## Opere
- Antonio Gramsci, Milano, SugarCo, 1963.
- Antonio Gramsci. La vita, il pensiero, l'azione, Manduria-Bari-Perugia, Lacaita, 1963.
- Storia e cronaca del centro-sinistra, prefazione di Lelio Basso, Milano, Feltrinelli, 1971; 1973; Milano, Biblioteca universale Rizzoli, 1990. ISBN 88-17-16764-9.
- Dal centrosinista al neocentrismo: 1962-1972. I difficili rapporti tra cattolici e socialisti, Firenze, Bulgarini, 1973.
- L'iceberg democristiano. [Il potere in Italia oggi domani], Milano, SugarCo, 1974.
- Intervista sul socialismo italiano, intervista a Pietro Nenni, Roma-Bari, Laterza, 1977.
- PCI e PSI nel sistema democristiano, Roma-Bari, Laterza, 1978.
- Perché solo in Italia no, Roma-Bari, Laterza, 1983. ISBN 88-420-2258-6.
- Pietro Nenni, Roma-Bari, Laterza, 1986. ISBN 88-420-2707-3.
- Il sindacato degli anni '90, con Giorgio Benvenuto, Roma, Oikos, 1991.
- Processo a Craxi, con Antonio Padellaro, Milano, Sperling & Kupfer, 1993. ISBN 88-200-1566-8.
- Ma l'Italia è una vera democrazia?, Roma, Editori Riuniti, 1997. ISBN 88-359-4150-4.
- Processo a Silone. La disavventura di un povero cristiano, con Gianna Granati e Alfonso Isinelli, Manduria-Bari-Perugia, Lacaita, 2001. ISBN 88-87280-68-1.
- Giacomo Matteotti. Storia di un doppio assassinio, Torino, UTET, 2004. ISBN 88-7750-924-4.
- Il caso Silone, Torino, UTET, 2006. ISBN 88-02-07424-0.
- Carteggio su marxismo, liberalismo e socialismo, con Norberto Bobbio, Roma, Editori Riuniti, 2007. ISBN 978-88-359-5937-3.
- Lina Merlin e le case chiuse, con Gianna Tamburrano, Roma, l'Unità, 2008.
- La sinistra italiana. 1892/1992, a cura di Gianna Granati, Roma, Bibliotheka, 2016. ISBN 978-88-6934-157-1; Roma, Arcadia, 2023. ISBN 979-12-5606-004-7.